# برامويديا أننتا تور
برامويديا أننتا تور (بالإندونيسية: Pramoedya Ananta Toer) (6 فبراير 1925 - 30 أبريل 2006) كان مؤلف إندونيسي للروايات والقصص القصيرة والمقالات والسجال وتاريخ وطنه وشعبه. تمتد أعماله خلال الفترة الاستعمارية، وصراع إندونيسيا من أجل الاستقلال، واحتلالها من قبل اليابان خلال الحرب العالمية الثانية، وكذلك الأنظمة الاستبدادية في عهدي سوكارنو وسوهارتو في مرحلة ما بعد الاستعمار، وغمرها بالتاريخ الشخصي والوطني. قامت الحكومة الهولندية بسجنه من عام 1947 إلى عام 1949، وأيضا نظام سوهارتو من 1965 إلى 1979.
كانت كتابات برامويديا في بعض الأحيان غير مؤيدة للحكومات الاستعمارية وفي وقت لاحق الحكومات المحلية الاستبدادية في السلطة. واجه برامويديا الرقابة في إندونيسيا خلال فترة ما قبل الإصلاح على الرغم من حقيقة أنه كان معروفًا جيدًا خارج إندونيسيا. قام الهولنديون بسجنه من 1947 إلى 1949 أثناء حرب الاستقلال (1945-1949). أثناء التحول (الانقلاب) إلى نظام سوهارتو، وقع برامويديا في المد والجزر المغير للتغيير السياسي وصراعات السلطة في إندونيسيا. كان سوهارتو قد سجنه في الفترة من 1969 إلى 1979 في جزيرة بورو في جزر الملوك ووصفه بأنه شيوعي. كان ينظر إليه على أنه تمرد من النظام السابق (على الرغم من أنه كافح مع نظام سوكارنو السابق). في جزيرة بورو، قام بتأليف أشهر أعماله، رباعية بورو. لا يسمح بالوصول إلى مواد الكتابة، فقد تلى القصة شفهياً للسجناء الآخرين قبل تدوينها وتهريبها. عارض برامويديا بعض سياسات الرئيس سوكارنو التأسيسية ونظام «النظام الجديد» الذي أنشأه سوهارتو، خليفة سوكارنو. كانت الانتقادات السياسية في كثير من الأحيان خفية في كتاباته، رغم أنه كان صريحًا ضد الاستعمار والعنصرية والفساد في الحكومة الإندونيسية الجديدة. خلال السنوات العديدة التي قضاها في السجن والإقامة الجبرية (في جاكرتا بعد سجنه في بورو)، أصبح قضية كبيرة لأنصار حقوق الإنسان وحرية التعبير.

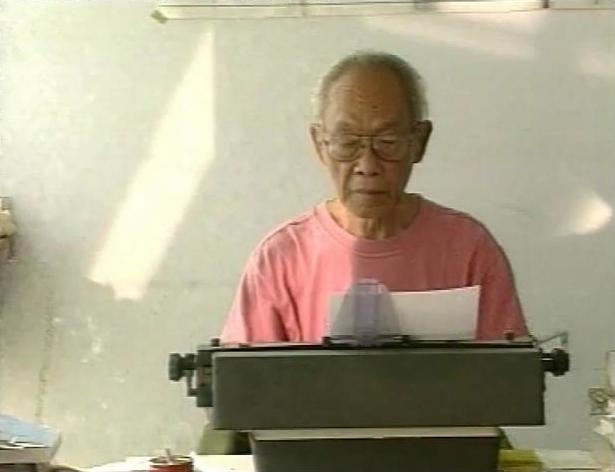
براموديا في التسعينيات

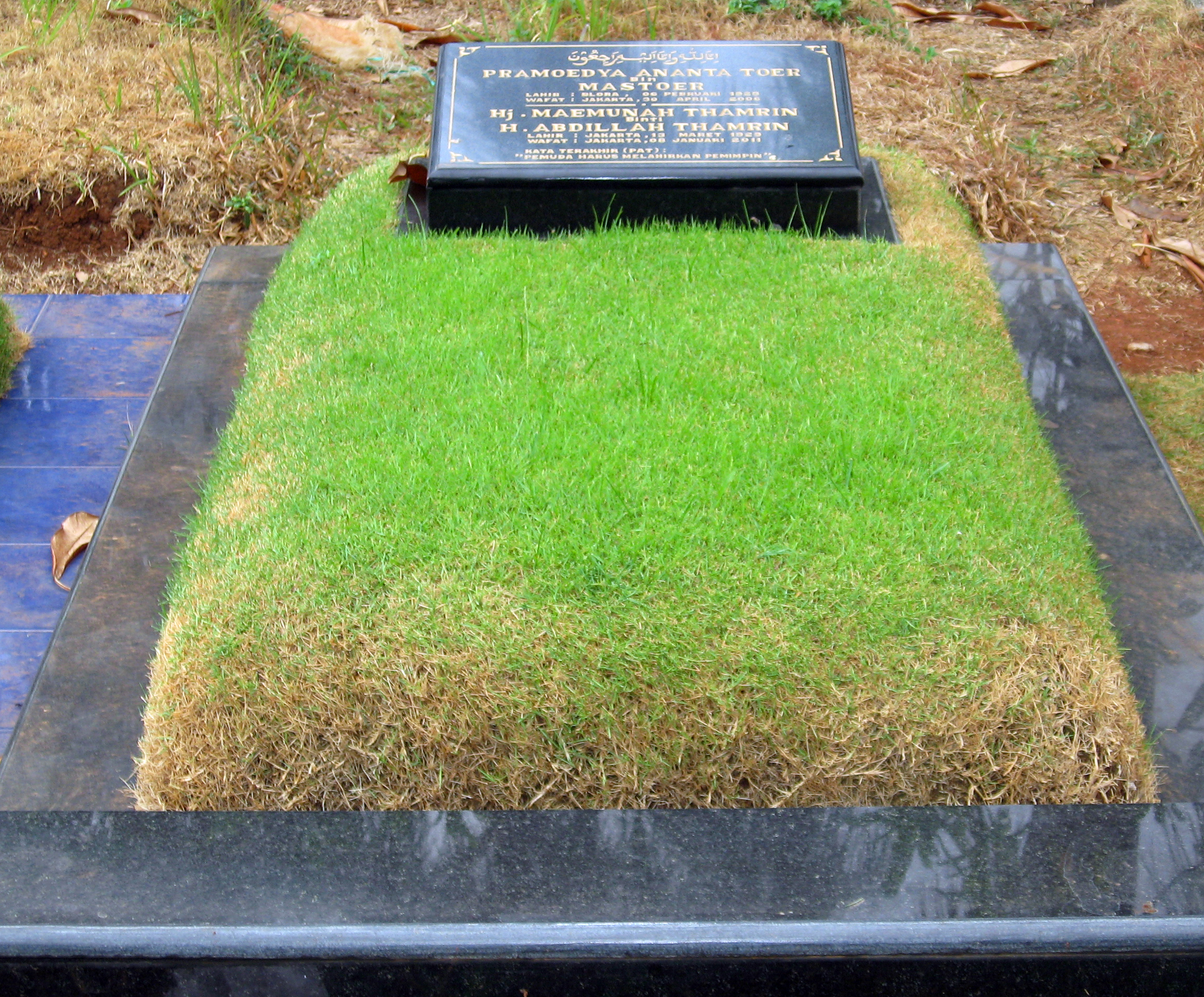
قبر برامويديا في مقبرة كاريت بيفاك بوسط جاكرتا

## أبرز أعماله
- Kranji-Bekasi Jatuh («سقوط كرانجي بيكاسي») (1947)
- Perburuan (الهارب) (1950)
- Keluarga Gerilya («أسرة حرب العصابات») (1950)
- Bukan Pasar Malam (إنها ليست صافية طوال الليل) (1951)
- Cerita dari Blora (قصة من بلورا) (1952)
- Gulat di Jakarta («المصارعة في جاكرتا») (1953)
- Korupsi (الفساد) (1954)
- Midah - Si Manis Bergigi Emas («ميده - الجميلة ذات الأسنان الذهبية») (1954)
- Cerita Calon Arang (الملك، الساحرة، والكاهن) (1957)
- Hoakiau di Indonesia (صينيون إندونيسيا) (1960)
- Panggil Aku Kartini Saja I & II («فقط اتصل بي كارتيني لمرة وأخرى») (1962)
- Gadis Pantai (فتاة من الساحل) (1962)
- رباعية بورو
  - Bumi Manusia (أواه لهذه المعمورة) (1980)
  - Anak Semua Bangsa (ابن الأمم كلها) (1980)
  - Jejak Langkah (حفيف الأقدام/أو خطى) (1985)
  - Rumah Kaca (البيت الزجاجي) (1988)
- Nyanyi Sunyi Seorang Bisu (مناجاة صامتة) (1995)
- Arus Balik (1995)
- Arok Dedes (1999)
- Mangir (1999)
- Larasati (2000)
- Perawan Remaja dalam Cengkeraman Militer: Catatan Pulau Buru (2001) (العذراء المراهقة في براثن العسكرية: سجلات جزيرة بورو)
- كل ذلك زائل (2004)
- رواية للفيلم الهولندي Jalan Raya Pos (طريق البريد العظيم (فيلم)) عن طريق البريد العظيم الذي يمتد عبر جافا والذي يربط بين أنير وباناروكان

## جوائز
- 1988 PEN / Barbara Goldsmith Freedom to Award Award .
- 1989 جائزة صندوق حرية التعبير، نيويورك، الولايات المتحدة الأمريكية.
- 1992 جائزة مركز القلم باللغة الإنجليزية، بريطانيا العظمى.
- 1992 جائزة Stichting Wertheim ، هولندا.
- 1995 جائزة رامون ماجسايساي للصحافة والأدب وفنون الاتصال الإبداعي.
- 1999 دكتور هونوريس كوزا من جامعة ميشيغان.
- 1999 جائزة المستشار المتميزة من جامعة كاليفورنيا، بيركلي.
- 2000 شوفالييه دي لورد آرت ديس آيت ديس ليتريس جمهورية فرنسا.
- 2000 جائزة فوكوكا للثقافة الآسيوية الحادية عشرة.
- 2004 جائزة اتحاد المؤلفين النرويجيين لمساهمته في الأدب العالمي ونضاله المستمر من أجل الحق في حرية التعبير.
- 2004 جائزة بابلو نيرودا، شيلي
- 2005 استطلاع المفكرين العالمي من قبل Prospect .

## روابط خارجية
- برامويديا أننتا تور على موقع IMDb (الإنجليزية)
- برامويديا أننتا تور على موقع الموسوعة البريطانية (الإنجليزية)
- برامويديا أننتا تور على موقع مونزينجر (الألمانية)
- برامويديا أننتا تور على موقع إن إن دي بي (الإنجليزية)
- برامويديا أننتا تور على موقع قاعدة بيانات الفيلم (الإنجليزية)
- برامويديا أننتا تور: لماذا يجب أن تعرفه (الجزيرة، 6 فبراير)
- عن وفاة براميديا أنانتا توير - طارق علي
- صفحة معلومات برامويديا أننتا تور
- وفاة برامويديا أنانتا توير، 81 عامًا، روائية إندونيسية، (نيويورك تايمز، 30 أبريل)
- الاعتدال النشر نسخة محفوظة 1 مارس 2009 على موقع واي باك مشين.
- براموديا والسياسة
- برامويديا أننتا تور - صور إيضاحية رقمية
- ، الأول في ساحة المعركة، برامويديا أنانتا توير، بقلم جيج رايان، ذي آيدج، 6 مايو 2006